# بييرو الأول دي ميديشي

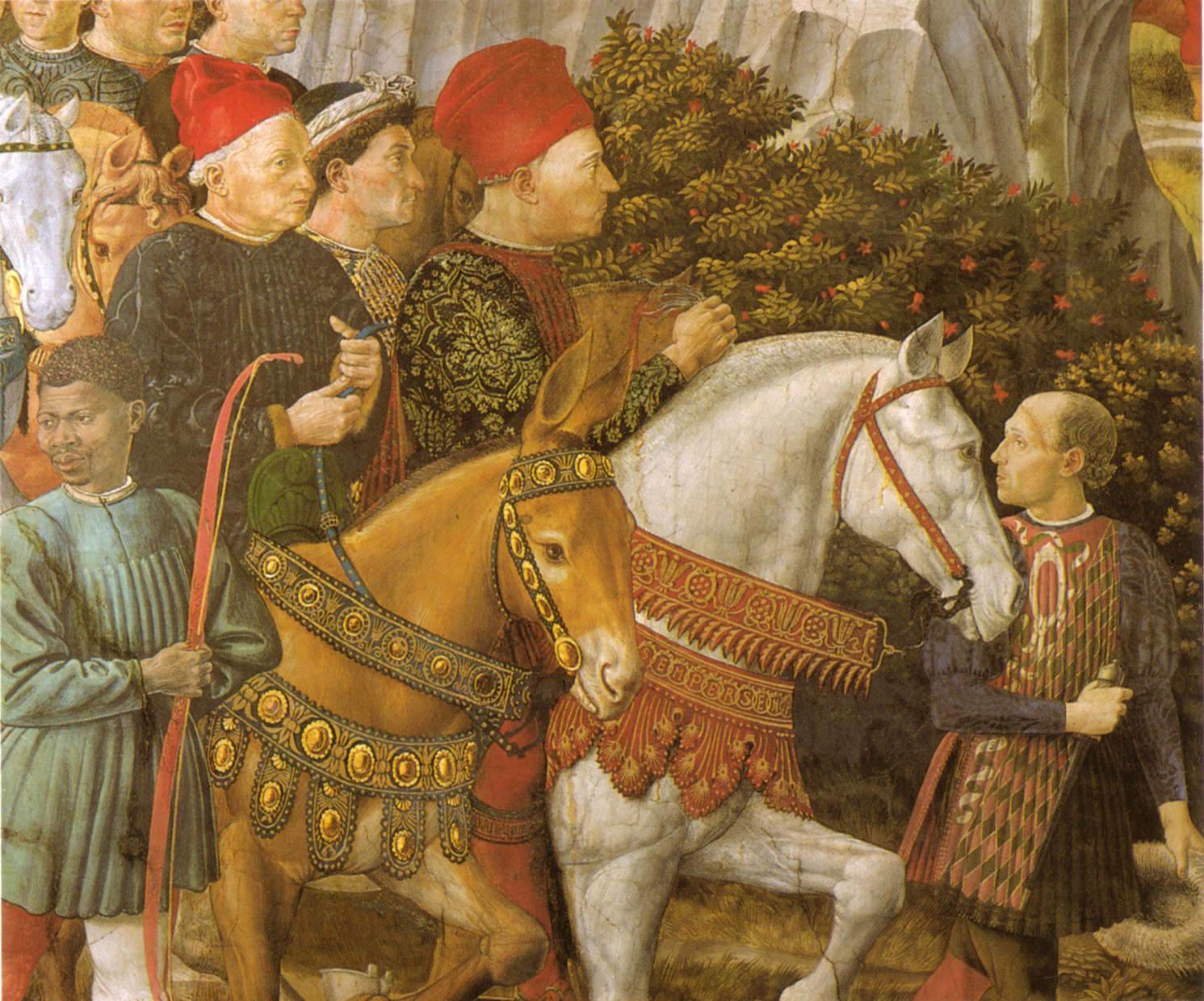
رسمة لبييرو النقرسي (على حصان أبيض يمين الوالد كوزيمو الأكبر

دي بييرو دي كوزيمو دي ميديشي المعروف بالنقرسي (فلورنسا، 19 سبتمبر 1416 - فلورنسا، 2 ديسمبر 1469) حاكم فلورنسا لمدة خمس سنوات من 1464 حتى 1469.
هو الابن البكر لكوزيمو الأكبر وكوتيسينا دي باردي ، وهو أيضاً والد لورينزو الرائع وجوليانو دي ميديشي.

## حياته
عانى من مرض النقرس الذي أكسبه وقد ورثه من والده، وكما عانى منه كثيرون من العائلة، مضطراً غالباً للبقاء فترات طويلة في السرير. و قد انتقل المرض منه إلى الفرع العائلي المنحدر منه (مثلاً، المشاكل الصحية لورينزو دي ميديشي والبابا لاون العاشر).
عندما نـُفي كوزيمو (1433-34) تبعه إلى البندقية، ثم سافر لبعض بلاطات شمال إيطاليا مثل فيرارا ، حيث كان ضيفا على آل إستي . في هذه المناسبة استطاع استيعاب ثقافة البلاط الرفيعة، وأيضاً بفضل التعاليم المستنيرة أصبح مـُـلـِـماً جداً باللغات الكلاسيكية.
في عام 1444 تزوج من لوكريسيا تورنابووني ، وهي امرأة مثقفة وحكيمة، تنتمي إلى عائلة فلورنسية هامة على تحالف دائم مع الميديشيين. لديه منها خمسة أبناء : ماريا ، لوكريسيا المسماة نانينا (1448-1493 ، لورينزو (1449-1492) ، بيانكا، جوليانو (1453-1478) و ذكرين مجهولي الاسم توفيا بعد الولادة. كما كان له ابن اسمه جوفاني . يبدو أن عائلة بييرو تم تصويرها في لوحة «سيدة الروعة» ساندرو بوتيتشيلي.
كان تعليم الأبناء ذو رتبة عالية، وفي بيئة بغاية الثقافة ومصطفاة، مع المعلمين من المستوى الرفيع.